# Tomoki Takahashi
Tomoki Takahashi (Japans 高橋知己, Takahashi Tomoki, circa 1950) is een Japanse saxofonist in de jazz, hij speelt sopraan- en tenorsaxofoon.

## Biografie
Tomoki Takahashi speelde vanaf de vroege jaren 70 in de Japanse jazzscene, onder andere met Shigeharu Mukai, waarmee hij in 1974 zijn eerste opnames maakte (For My Little Bird). Verder speelde hij met Yosuke Yamashita, Takeo Moriyama, Ryōjirō Furusawa, Kazuhiko Tsumura en, in 1982, met Akira Sakata. In 1979 nam hij zijn debuutalbum Tomoki (Better Days) op, met Shigeharu Mukai, Kazuhide Motooka, Kazumi Watanabe, Kawabata Tamio en Ryojiro Furusawa. In juni 1980 kwam het tot een muzikale samenwerking met Elvin Jones, waaruit het album Another Soil voortkwam, voor het platenlabel Denon (met Shigeharu Mukai, Kiyoshi Sugimoto, Junichiro Ohkuchi en de bassisten Hideaki Mochizuki en Tamio Kawabata). In de jazz werkte hij tussen 1974 en 1997 mee aan 12 opnamesessies. Hij nam een live-album op, Make Someone Happy, met Kazuhide Motooka (piano), Satoshi Kosugi (bas) en Fumio Watanabe (drums). In latere jaren werkte hij met eigen bands, waaronder een groep met Kazuhiko Tsumura, Nobuyuki Komatsu en Tomoyuki Shima. Meer recent, in 2016, speelde hij met Sachiko Ikuta, Sho Kudo en Ryo Saito.